# Colias sagartia
Colias sagartia is een vlindersoort uit de familie van de Pieridae (witjes), onderfamilie Coliadinae.
Colias sagartia werd in 1869 beschreven door Lederer.